# Katrina Bowden
Katrina Bowden (Wyckoff, 1988. szeptember 19. –) amerikai színésznő. 
Legismertebb szerepei: Cerie az NBC-s A stúdió című sitcomból (2006-2013) és Flo Fulton a CBS-s Gazdagok és szépek (2019-től napjainkig) nappali szappanoperából. Szerepelt még a Trancsírák, a Szextúra, a Piranha 3DD, az Amerikai pite: A találkozó és a Horrorra akadva 5. című filmekben.

## Fiatalkora
Bowden a New Jersey állambeli Wyckoffban nőtt fel. A ma már megszűnt Saint Thomas More Iskolába járt a New Jersey állambeli Midland Parkban. Később a Immaculate Heart Akadémiára járt Washington Townshipben (New Jersey).

## Magánélete
2013 májusában Bowden hozzáment Ben Jorgensen zenészhez és énekeshez, az Armor for Sleep zenekar tagjához.

## Filmográfia

### Film

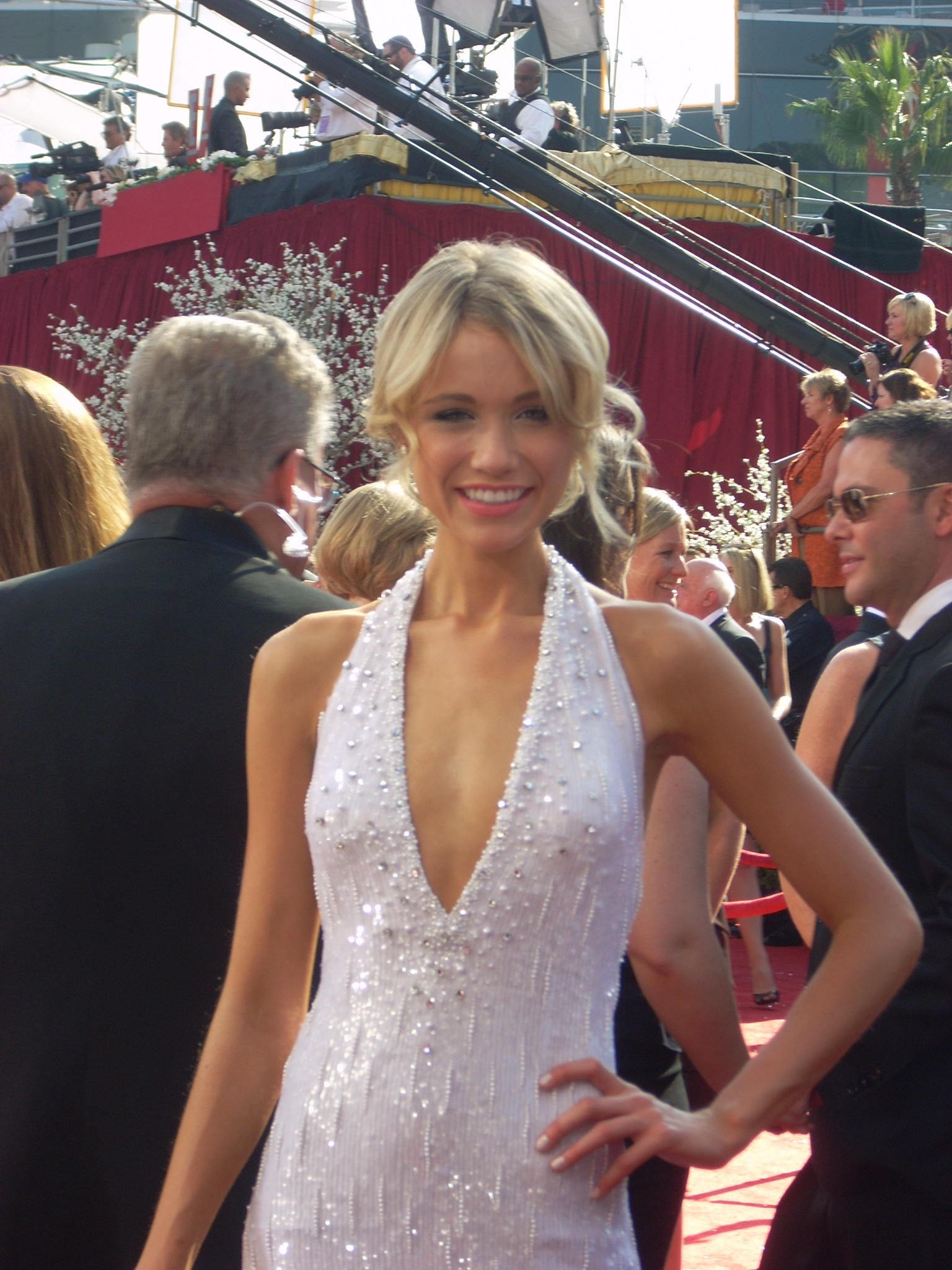
Bowden 2008. szeptember 21-én a Nokia Színház Emmy-díjátadóján.

| Év   | Magyar cím                 | Eredeti cím               | Szerep           | Magyar hang     |
| ---- | -------------------------- | ------------------------- | ---------------- | --------------- |
| 2008 | Szextúra                   | Sex Drive                 | Cukorcica        |                 |
| 2009 |                            | Ratko: The Dictator's Son | Holly            |                 |
| 2009 |                            | The Shortcut              | Christy          |                 |
| 2010 | Trancsírák                 | Tucker & Dale vs. Evil    | Allison          | Czető Zsanett   |
| 2012 | Amerikai pite: A találkozó | American Reunion          | Mia              | Balsai Móni     |
| 2012 | Piranha 3DD                | Piranha 3DD               | Shelby           | Czető Zsanett   |
| 2012 |                            | Hold Your Breath          | Jerry            |                 |
| 2013 | Movie 43: Botrányfilm      | Movie 43                  | Lány a vakrandin |                 |
| 2013 | Horrorra akadva 5.         | Scary Movie 5             | Natalie          |                 |
| 2013 | A nővér                    | Nurse 3D                  | Danni            |                 |
| 2013 |                            | A True Story              | Deanna           |                 |
| 2014 |                            | Hard Sell                 | Bo               |                 |
| 2016 |                            | Monolith                  | Sandra           |                 |
| 2016 |                            | The Last Film Festival    | Starlet fiatalon |                 |
| 2019 |                            | The Divorce Party         | Jan              |                 |
| 2020 | Véres telihold             | The Orchard               | Juliet Delaney   | Laurinyecz Réka |
| 2021 | A nagy fehér               | Great White               | Kaz              | Vadász Bea      |
| 2021 |                            | Born a Champion           | Layla            |                 |
| 2021 |                            | Senior Moment             | Kristen          |                 |
| 2023 | Vén csókák                 | Old Dads                  | Joanna           | Kereki Anna     |

### Videóklipek
| Év   | Cím            | Szerep     | Előadó             |
| ---- | -------------- | ---------- | ------------------ |
| 2005 | "Dance, Dance" | N/A        | Fall Out Boy       |
| 2006 | "Good Day"     | N/A        | Jewel              |
| 2008 | "After Hours"  | N/A        | We Are Scientists  |
| 2013 | "Miss Jackson" | Boszorkány | Panic at the Disco |

## Fordítás
- Ez a szócikk részben vagy egészben  a   Katrina Bowden című angol Wikipédia-szócikk fordításán alapul.  Az eredeti cikk szerkesztőit annak laptörténete sorolja fel. Ez a jelzés csupán a megfogalmazás eredetét és a szerzői jogokat jelzi, nem szolgál a cikkben szereplő információk forrásmegjelöléseként.